# Plataplecta
Plataplecta là một chi bướm đêm thuộc họ Noctuidae.